# Delicious in Dungeon
Delicious in Dungeon (яп. ダンジョン飯 Дандзён мэси, «Подземелье вкусностей») — манга, написанная и проиллюстрированная Рёко Куи. Публиковалась в журнале Harta издательства Enterbrain с февраля 2014 по сентябрь 2023 года и была издана в четырнадцати томах-танкобонах. Студией Trigger манга адаптирована в формат аниме-сериала, трансляция которого проходила с января по июнь 2024 года. В июне 2024 года был анонсирован второй сезон сериала.

## Сюжет
В фэнтезийном мире путешествий по подземельям различные гильдии отправляются в экспедиции, совершая набеги и исследуя подземелья. Многие надеются найти таинственное Золотое Королевство, которое, как рассказывают, является достоянием некоего обособленного подземелья. История начинается с того, что отряд из шести искателей приключений, возглавляемый Лайосом Торденом, пытается убить красного дракона; однако они вынуждены бежать, оставив сестру лидера отряда, мага Фалин, в желудке дракона. После этой неудачи два члена отряда уходят, чтобы присоединиться к другому отряду искателей приключений. Из первоначального состава отряда остались только лидер отряда и мечник Лайос, полурослик и специалист по замкам Чилчак Тимс и маг-полуэльфийка Марсиль Донато.
Чувствуя себя в долгу перед своим близким товарищем по отряду Фалин, которая использовала магию, чтобы телепортировать отряд наружу в безопасное место, оставшаяся часть отряда проводит обсуждение, темой которого является возвращение на уровень подземелья с драконом достаточно вовремя, чтобы спасти Фалин, прежде чем закончится месячный цикл пищеварения дракона. Как и в игре Advanced Dungeons & Dragons, члены отряда должны учитывать стоимость оружия, брони, плату за набор новых членов отряда и позаботиться о пропитании.
Поскольку большая часть их припасов осталась в подземелье, их миссия кажется невыполнимой, пока Лайос не предлагает им обеспечивать себя припасами, находя еду внутри подземелья. Лайос давно втайне хотел попробовать монстров из подземелий и показывает Чилчаку и Марсиль кулинарную книгу о приготовлении еды из монстров, пытаясь убедить их принять его план. Они неохотно соглашаются и возвращаются в подземелье. Первый уровень подземелья заполнен искателями приключений и напоминает рынок; именно здесь отряд встречает и принимает в свой состав дворфа Сенши, который имеет десятилетний опыт обеспечения себя припасами в подземелье посредством приготовления еды из монстров и собирательства.
Затем сюжет подробно описывает их путь по подземелью, окружающую среду, ловушки и монстров, с которыми сталкивается отряд, а также блюда, которые они готовят из монстров. Комедийная составляющая достигается за счёт описаний достоинств и недостатков этих блюд, а также реакции персонажей на эти блюда.

## Персонажи

### Отряд Лайоса
Лайос Торден (яп. ライオス・トーデン Райосу То:дэн) — высокий мужчина, который должен отправиться вглубь подземелья, чтобы спасти свою сестру Фалин, прежде чем она будет переварена в желудке победившего отряд Лайоса красного дракона. Лайос — сильный боец и лидер отряда. Очень спокойный и добрый человек, которому не терпится попробовать различные блюда из монстров. Он часто использует знания, полученные при приготовлении монстров, для совершенствования методик победы над ними. Обычно склонен говорить очень быстро, когда взволнован.
Сэйю: Кэнтаро Кумагай
Марсиль Донато (яп. マルシル・ドナトー Марусиру Донато:) — маг-полуэльфийка, сражающиеся с помощью магии своего длинного деревянного посоха. Она осторожная и робкая, обычно колеблется, а иногда даже отказывается есть блюда из монстров. Член первоначального состава отряда Лайоса.
Сэйю: Саяка Сэмбонги
Чилчак Тимс (яп. チルチャック・ティムズ Тирутякку Тимудзу) — полурослик, специалист по замкам, обладает хорошей сноровкой и острым чутьём. Чилчак обезвреживает ловушки, находит скрытые пути, воров-карманников для отряда. Он довольно спокойный и непринужденный, но не любит, когда другие люди берут на себя его работу или идут на ненужный риск. Как правило, он избегает боя, но может использовать лук и стрелы. Член первоначального состава отряда Лайоса.
Сэйю: Асуна Томари
Сенши (яп. センシ Сэнси) — дворф-воин, присоединившийся к отряду Лайоса, чтобы осуществить свою мечту и приготовить блюдо из красного дракона, которого Лайос и его отряд намереваются убить. Сенши обладает огромными познаниями о подземелье и проживающих в нём монстрах, а также является опытным поваром. Обычно он сражается большим топором и всегда носит с собой кастрюлю и кухонную утварь. Он следит за тем, чтобы члены отряда были хорошо накормлены и придерживалась сбалансированной диеты для прохождения подземелья.
Сэйю: Хироси Нака
Идзуцуми (яп. イヅツミ) — молодая полудевушка-полукошка, ставшая такой в результате наложенного на неё проклятия. Путешествовала в составе отряда Сюро, пока не повстречала отряд Лайоса. Присоединилась к отряду последнего с целью найти избавление от своего проклятия. Независима и апатична, но при необходимости защищает своих товарищей.
Сэйю: Мицухо Камбэ
«Кэнсукэ» (яп. ケン助) — монстр-моллюск из «живых доспехов», обитавший в рукояти меча Лайоса.

#### Бывшие члены отряда
Фалин Торден (яп. ファリン・トーデン Фарин То:дэн) — маг и сестра Лайоса, которую красный дракон съел в нижней части подземелья; до того, как быть съеденной, она успела использовать свою магию, чтобы телепортировать оставшийся отряд в безопасное место. Лайос и его отряд отправляются в путь, чтобы спасти и оживить её до того, как закончится месячный цикл пищеварения дракона и она больше не сможет быть воскрешена.
Сэйю: Саори Хаями
Намари (яп. ナマリ) — дворфийка-боец и член первоначального состава отряда Лайоса. После стычки с красным драконом устроилась на работу к семейству Тансу. Она является экспертом по оружию и обладает обширными познаниями о типах металлов и видов оружия. Обладает довольно дерзким характером.
Сэйю: Акира Мики

### Отряд Сюро
Сюро (яп. シュロー Сюро:) / Тосиро Накамото (яп. 半本 俊朗 Накамото Тосиро:) — высокий воин с отдалённого острова. На самом деле он принадлежит к знатному роду и занимался исследованием подземелья для того, чтобы улучшить свои навыки. Влюбился в Фалин после того, как увидел её наблюдающей за гусеницей. После смерти Фалин и выхода на поверхность он возвращается в подземелье с несколькими слугами, чтобы спасти её. Сюро — замкнутый человек, и он часто становится жертвой неосведомленности Лайоса о социуме.
Сэйю: Синдзи Кавада
Маидзуру (яп. マイヅル)
Сэйю: Ёко Хикаса
Хиэн (яп. ヒエン)
Сэйю: Ариса Сида
Бэнитидори (яп. ベニチドリ)
Сэйю: Акари Кито
Инутадэ (яп. イヌタデ)
Сэйю: Ёсино Фуруя

### Отряд Кабру
Кабру (яп. カブルー Кабуру:)
Сэйю: Ватару Като
Ринша (яп. リンシャ Ринся)
Сэйю: Риэ Такахаси
Микбелл (яп. ミックベル Миккубэру)
Сэйю: Мию Томита
Куро (яп. クロ)
Сэйю: Тору Нара
Хольм (яп. ホルム Хоруму)
Сэйю: Юя Хиросэ
Дайя (яп. ダイア Дайа)
Сэйю: Кэй Кавамура

### Прочие
Сисл (яп. シスル Сисуру)
Сэйю: Ю Кобаяси
Мисурн (яп. ミスルン Мисурун)
Сэйю: Коки Утияма
Ядо (яп. ヤアド Я:до)
Сэйю: Аюму Мурасэ

## Медиа

### Манга
Delicious in Dungeon, написанная и проиллюстрированная Рёко Куи, публиковалась с 15 февраля 2014 по 15 сентября 2023 года в журнале сэйнэн-манги Harta издательства Enterbrain. 13 августа 2023 года было объявлено, что финальная глава манги будет опубликована в 107-м выпуске журнала Harta. Всего главы манги были скомпонованы в четырнадцать томов-танкобонов.
В октябре 2016 года американское издательство Yen Press объявило о приобретении прав на публикацию манги на английском языке. В феврале 2025 года российское издательство XL Media объявило о приобретении прав на публикацию манги на русском языке, выпускать серию будут омнибусами 2-в-1 с твёрдой обложкой.

#### Список томов
Оригинальное издание
| №  | Дата публикации     | ISBN                   |
| -- | ------------------- | ---------------------- |
| 01 | 15 января 2015 г.   | ISBN 978-4-0473-0153-5 |
| 02 | 12 августа 2015 г.  | ISBN 978-4-0473-0676-9 |
| 03 | 12 августа 2016 г.  | ISBN 978-4-0473-4243-9 |
| 04 | 15 февраля 2017 г.  | ISBN 978-4-0473-4417-4 |
| 05 | 10 августа 2017 г.  | ISBN 978-4-0473-4631-4 |
| 06 | 13 апреля 2018 г.   | ISBN 978-4-0473-5131-8 |
| 07 | 12 апреля 2019 г.   | ISBN 978-4-0473-5639-9 |
| 08 | 14 сентября 2019 г. | ISBN 978-4-0473-5626-9 |
| 09 | 15 мая 2020 г.      | ISBN 978-4-0473-6116-4 |
| 10 | 13 февраля 2021 г.  | ISBN 978-4-0473-6274-1 |
| 11 | 15 сентября 2021 г. | ISBN 978-4-0473-6622-0 |
| 12 | 10 августа 2022 г.  | ISBN 978-4-0473-7046-3 |
| 13 | 15 декабря 2023 г.  | ISBN 978-4-0473-7456-0 |
| 14 | 15 декабря 2023 г.  | ISBN 978-4-0473-7740-0 |

Издание на русском
| №  | Дата публикации | ISBN                   |
| -- | --------------- | ---------------------- |
| 01 | 2025 г.         | ISBN 978-5-9199-6536-7 |
| 02 | 2025 г.         | ISBN 978-5-9199-6537-4 |
| 03 | 2025 г.         |                        |
| 04 | 2025 г.         |                        |

### Промовидео
В 2017 году на YouTube был выпущен мультфильм в технике кукольной анимации под названием Senshi’s Easy Cooking! (яп. センシのかんたんクッキング！ Сэнси но кантан куккингу!, «Простая стряпня Сэнси»), посвящённый выпуску пятого тома манги. В 2019 году для продвижения восьмого тома манги студией Trigger был снят тридцатисекундный анимационный рекламный видеоролик.

### Аниме
Об адаптации манги в формат аниме-сериала было объявлено 10 августа 2022 года. Его производством занялась студия Trigger, на должность режиссёра был назначен Ёсихиро Миядзима, сценаристом стала Кимико Уэно, дизайнером персонажей — Наоки Такэда, а композиторами — Ясунори Мицуда и Сюнсукэ Цутия. Предпремьерный показ проходил с 8 декабря 2023 года в течение трёх недель в 41 кинотеатре Японии. Аниме-сериал, структурно разделённый на две части, транслировался с 4 января по 13 июня 2024 года на Tokyo MX, AT-X и других телеканалах. Открывающая музыкальная тема первой части — «Sleep Walking Orchestra», исполненная группой BUMP OF CHICKEN; закрывающая — «Party!!», исполненная группой Ryoku Oshoku Shakai. Открывающая тема второй части — «Unmei» (яп. 運命 Унмэй, «Судьба») группы sumika; закрывающая — «Kirakira no Hai» (яп. キラキラの灰 Киракира но хаи, «Светящийся прах») группы Regal Lily.
В июле 2023 года аниме-сериал был лицензирован стриминговым сервисом Netflix.
13 июня 2024 года, в день показа двадцать четвёртой серии, был анонсирован второй сезон.

## Приём

### Продажи
Первый том занял 11-е место в еженедельном чарте манги Oricon и 87-е место в списке самых продаваемых томов манги в Японии в период с 17 ноября 2014 года по 17 мая 2015 года с 315 298 проданных копий. По данным на 22 ноября 2015 года было продано 494 126 копий первого тома. Второй том в августе 2015 года занял 3-е место в еженедельном чарте продаж манги и по состоянию на 17 сентября этого же года был продан в количестве 362 906 копий. Третий том по данным на 20 ноября 2016 года был продан в количестве 565 566 копий и занял 50-е место в списке самой продаваемой манги за данный год. По состоянию на август 2017 года первые четыре тома были проданы тиражом более 2 миллионов копий в печатном виде.
В 2018 году манга заняла на сайте Amazon Japan второе место в списке самых продаваемых книг для устройств Kindle.

### Критика
Терон Мартин с сайта Anime News Network в рецензии на первый том манги положительно воспринял идею, рецепты и их продуманность, но отнёс к недостаткам малое количество иллюстраций окружения и написал в заключение: «Вы не найдёте здесь большой глубины, но необычное чувство юмора Delicious in Dungeon и кулинарная хватка доставят массу удовольствия». В путеводителе по манге весны 2017 года Anime News Network Эми Макналти, Ребекка Сильверман и Ник Фримен также провели обзор первого тома. Макналти высоко оценила первый том, похвалив персонажей, иллюстрации и идею, однако Сильверман отнесла к недостаткам дизайн персонажей и некоторые аспекты истории, а Фримен сильно раскритиковал комедийные и кулинарные составляющие манги.
Джордан Ричардс с сайта AIPT Comics в обзоре на первый том положительно отозвался об идее, персонажах, творческом подходе и иллюстрациях, однако отнёс к недостаткам повторяющиеся сюжетные ходы и темп, в результате оценив первый том на девять баллов из десяти.

### Рейтинги
| Год  | Название                                                             | Позиция    | Категория               | Прим.  |
| ---- | -------------------------------------------------------------------- | ---------- | ----------------------- | ------ |
| 2015 | Книга года журнала Da Vinci                                          | 13-е место | Комиксы                 | [ 49 ] |
| 2015 | Kono Manga ga Sugoi!                                                 | 1-е место  | Манга для мужчин        | [ 50 ] |
| 2015 | Kono Manga wo Yome!                                                  | 1-е место  | Лучшая манга            | [ 51 ] |
| 2016 | Книга года журнала Da Vinci                                          | 15-е место | Комиксы                 | [ 52 ] |
| 2016 | Комиксы, рекомендованные сотрудниками национальных книжных магазинов | 1-е место  | Ежегодный рейтинг       | [ 53 ] |
| 2016 | Самая желанная аниме-адаптация манги по версии сайта Anime! Anime!   | 1-е место  | Незавершённая манга     | [ 54 ] |
| 2016 | Kono Manga ga Sugoi!                                                 | 6-е место  | Манга для мужчин        | [ 55 ] |
| 2016 | Yoi Comic Blog                                                       | 4-е место  | Манга с лучшим дизайном | [ 56 ] |
| 2017 | Самая желанная аниме-адаптация манги по версии сайта Anime! Anime!   | 2-е место  | Незавершённая манга     | [ 57 ] |
| 2019 | Книга года журнала Da Vinci                                          | 48-е место | Комиксы                 | [ 58 ] |
| 2020 | Книга года журнала Da Vinci                                          | 35-е место | Комиксы                 | [ 59 ] |

### Награды и номинации

#### Манга
| Год  | Награда                 | Результат  | Категория                         | Прим.         |
| ---- | ----------------------- | ---------- | --------------------------------- | ------------- |
| 2015 | Гран-при Natalie        | Победа     | Лучшая манга                      | [ 60 ]        |
| 2016 | Манга тайсё             | 2-е место  | Лучшая манга                      | [ 61 ] [ 62 ] |
| 2016 | Next Manga Award        | 4-е место  | Лучшая печатная манга             | [ 63 ]        |
| 2016 | Sugoi Japan Award       | Номинация  | Лучшая манга                      | [ 64 ]        |
| 2017 | Манга тайсё             | 3-е место  | Лучшая манга                      | [ 65 ] [ 66 ] |
| 2018 | Манга тайсё             | 4-е место  | Лучшая манга                      | [ 67 ] [ 68 ] |
| 2018 | Crunchyroll Anime Award | Номинация  | Манга года                        | [ 69 ]        |
| 2019 | Манга тайсё             | 11-е место | Лучшая манга                      | [ 70 ] [ 71 ] |
| 2024 | Премия Сэйун            | Победа     | Лучший комикс                     | [ 72 ]        |
| 2024 | Премия Харви            | Победа     | Лучшая манга                      | [ 73 ]        |
| 2024 | American Manga Awards   | Победа     | Лучшая продолжающаяся серия манги | [ 74 ]        |

#### Аниме
| Год  | Награда                  | Результат | Категория                                        | Номинант                        | Прим.  |
| ---- | ------------------------ | --------- | ------------------------------------------------ | ------------------------------- | ------ |
| 2025 | Crunchyroll Anime Awards | Номинация | Аниме года                                       | Delicious in Dungeon            | [ 75 ] |
| 2025 | Crunchyroll Anime Awards | Номинация | Лучшая анимация                                  | Delicious in Dungeon            | [ 75 ] |
| 2025 | Crunchyroll Anime Awards | Номинация | Лучшая комедия                                   | Delicious in Dungeon            | [ 75 ] |
| 2025 | Crunchyroll Anime Awards | Номинация | Лучшие фоны                                      | Delicious in Dungeon            | [ 75 ] |
| 2025 | Crunchyroll Anime Awards | Номинация | Лучший актёр дубляжа (английский)                | Сангвон Чо в роли Сенши         | [ 75 ] |
| 2025 | Crunchyroll Anime Awards | Номинация | Лучший актёр дубляжа (арабский)                  | Лама Альсайягх в роли Марсиль   | [ 75 ] |
| 2025 | Crunchyroll Anime Awards | Номинация | Лучший актёр дубляжа (арабский)                  | Навар Альмахаири в роли Лайоса  | [ 75 ] |
| 2025 | Crunchyroll Anime Awards | Номинация | Лучший актёр дубляжа (кастильский)               | Хорхе Пенья в роли Сенши        | [ 75 ] |
| 2025 | Crunchyroll Anime Awards | Номинация | Лучший актёр дубляжа (немецкий)                  | Магдалена Хёфнер в роли Марсиль | [ 75 ] |
| 2025 | Crunchyroll Anime Awards | Номинация | Лучший актёр дубляжа (португальский)             | Бруна Лейнес в роли Марсиль     | [ 75 ] |
| 2025 | Crunchyroll Anime Awards | Номинация | Лучший дизайн персонажей                         | Наоки Такэда                    | [ 75 ] |
| 2025 | Crunchyroll Anime Awards | Номинация | Лучший новый сериал                              | Delicious in Dungeon            | [ 75 ] |
| 2025 | Crunchyroll Anime Awards | Номинация | Лучший персонаж второго плана                    | Сенши                           | [ 75 ] |
| 2025 | Crunchyroll Anime Awards | Номинация | Лучший режиссёр                                  | Ёсихиро Миядзима                | [ 75 ] |
| 2025 | Crunchyroll Anime Awards | Номинация | Лучший сэйю                                      | Саяка Сэмбонги в роли Марсиль   | [ 75 ] |
| 2025 | Crunchyroll Anime Awards | Номинация | Персонаж категории «Нужно защищать любой ценой»  | Сенши                           | [ 75 ] |
| 2025 | Japan Expo Awards        | Номинация | Премия «Дарума» за лучший оригинальный саундтрек | Ясунори Мицуда                  | [ 76 ] |